# Ilirska Bistrica (plaats)
Ilirska Bistrica (Latijns: Bistertia Illyrica of Villa Montis Albii; Duits: Illyrisch Feistritz; Italiaans: Villa del Nevoso, voor 1927 Bisterza; Hongaars; Illírbeszterce) is een plaats in Slovenië en maakt deel uit van de gemeente Ilirska Bistrica in de NUTS-3-regio Notranjskokraška. De plaats telde 4.323 inwoners op 1 januari 2020.

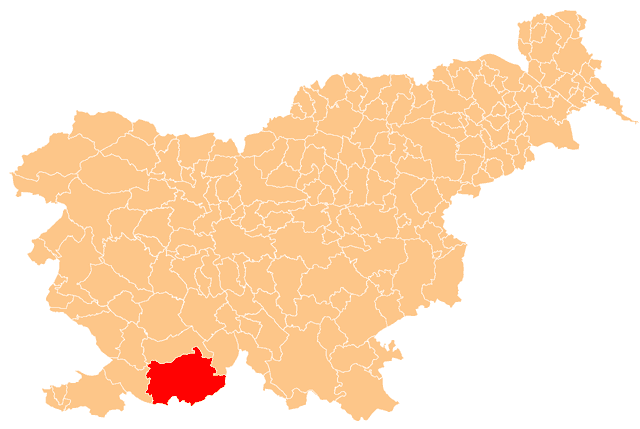
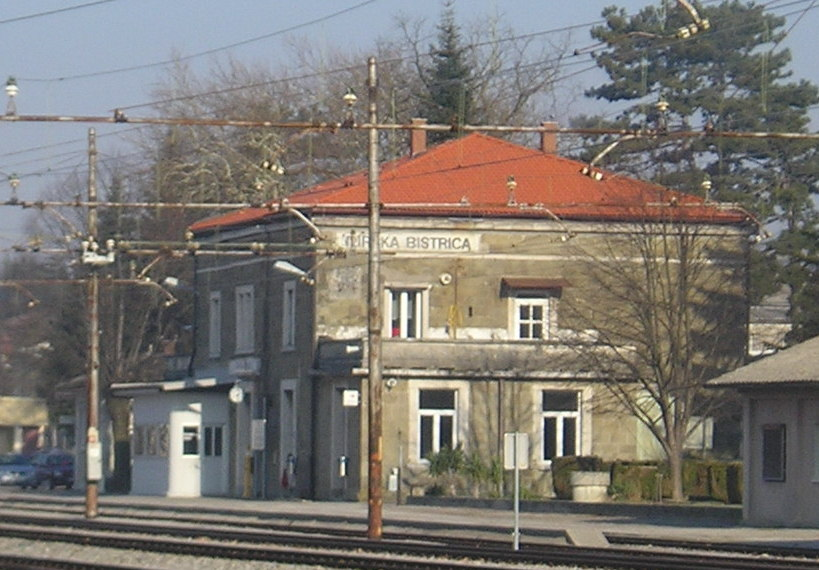
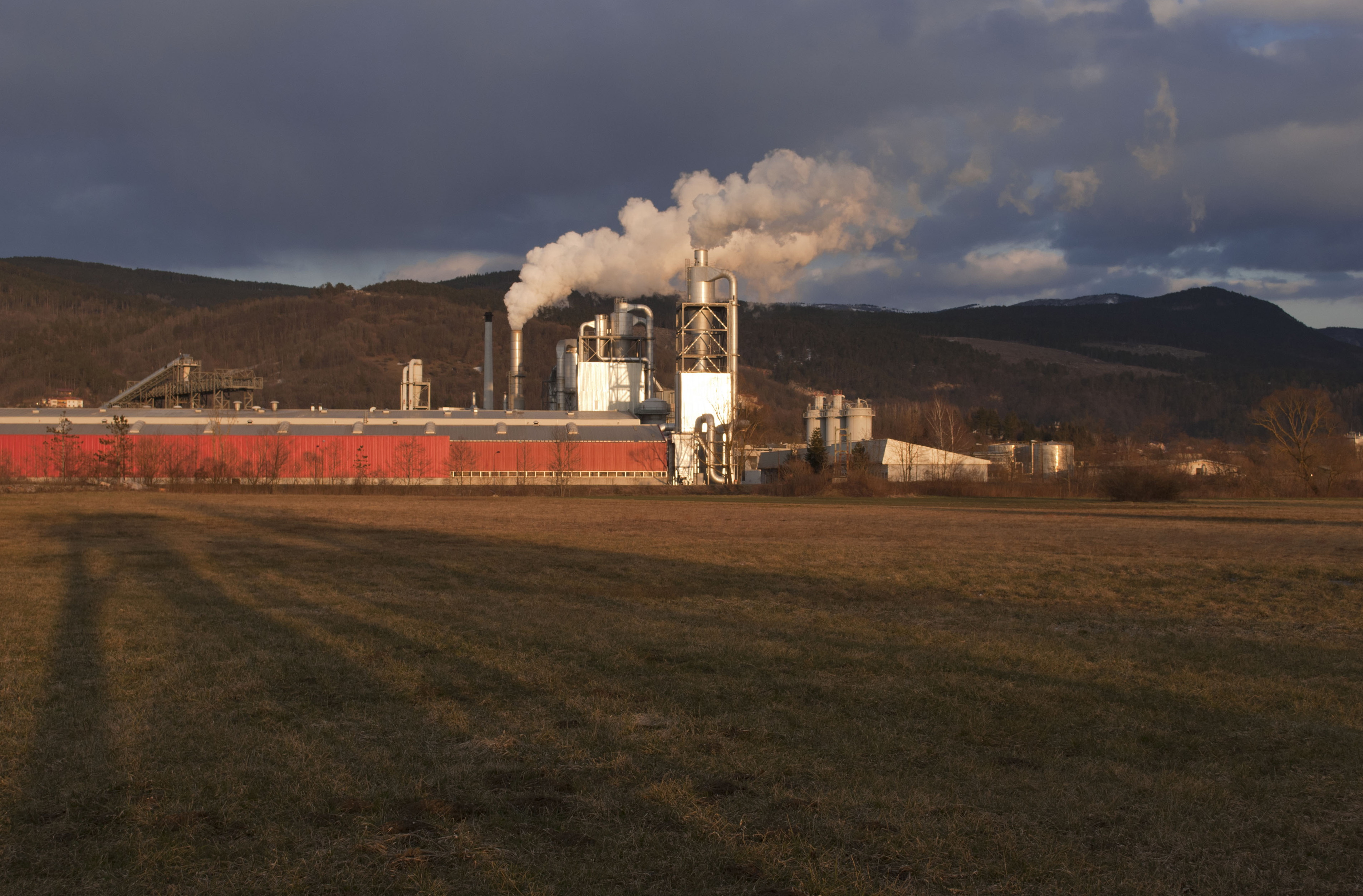
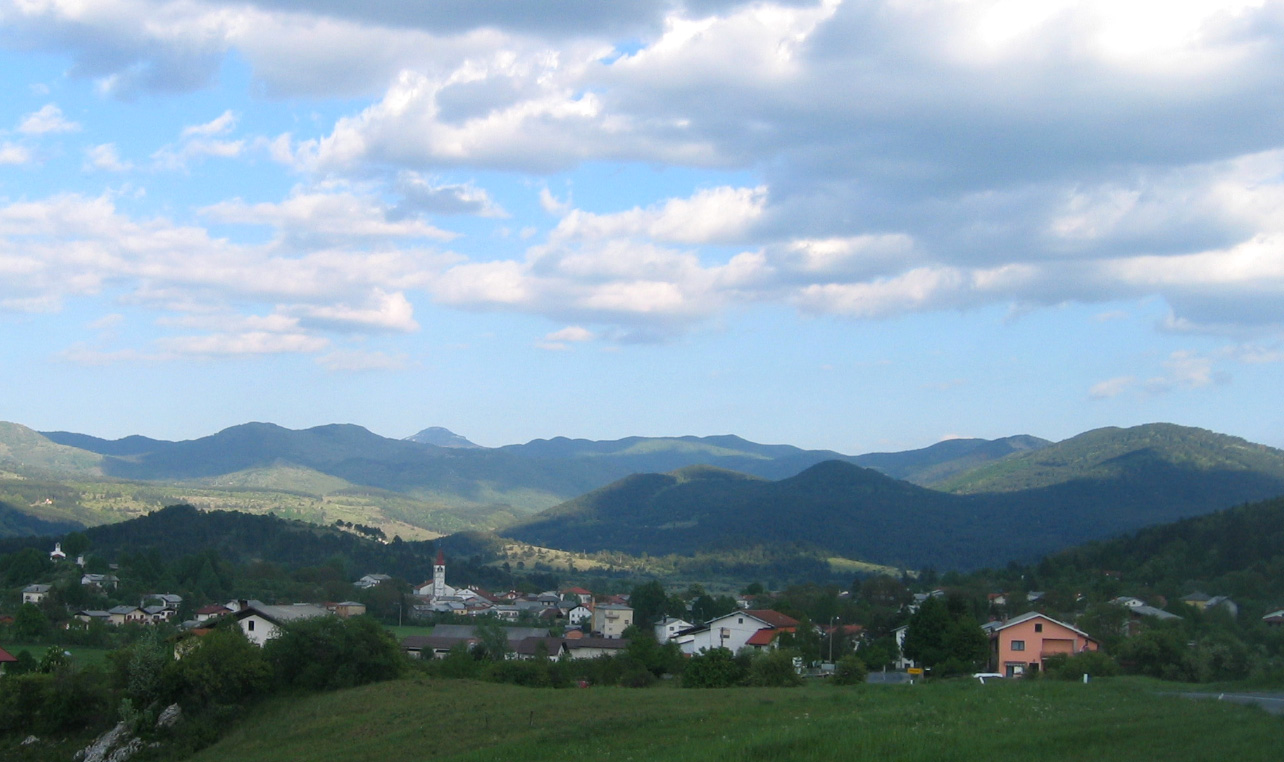